# Rejka (dopływ Wieprza)
Rejka (Białka) – struga, prawy dopływ Wieprza o długości 19,39 km i powierzchni dorzecza 77,34 km². 
Źródło strugi znajduje się we wsi Rybie, na wysokości 213 m n.p.m., a ujście w miejscowości Borowica, na wysokości 173 m n.p.m. Najwyższy punkt dorzecza leży na wysokości 270,5 m n.p.m. we wsi Marysin. We wsi Kobyle na rzece utworzony został zbiornik retencyjny Kobyle, o powierzchni 28 ha, a na terenie gminy Rejowiec Gospodarstwo rolno-rybackie "Rejowiec". Dolina rzeki ma przebieg równoleżnikowy a jej koryto w swoim biegu mija miejscowości: Wólka Rejowiecka, Marynin, Siedliszczki, Czechów Kąt, Zagrody, Wola Żulińska. Średnioroczny przepływ u ujścia wynosi ok. 0,3m³/s.